# 沃恩冰川
85°55′S 153°12′W / 85.917°S 153.200°W
沃恩冰川（英語：Vaughan Glacier）是南極洲的冰川，位於阿蒙森海岸，屬於毛德王后山脈中海斯山脈的一部分，全長18公里，流經沃恩山，最終在泰勒嶺以南注入斯科特冰川，美國地質調查局根據測量和該國海軍的空中照片繪入地圖，現時由南極條約體系管理。